# Zeriassa tuxeni
Zeriassa tuxeni är en spindeldjursart som beskrevs av Lawrence 1965. Zeriassa tuxeni ingår i släktet Zeriassa och familjen Solpugidae. Inga underarter finns listade i Catalogue of Life.